# 未来11国

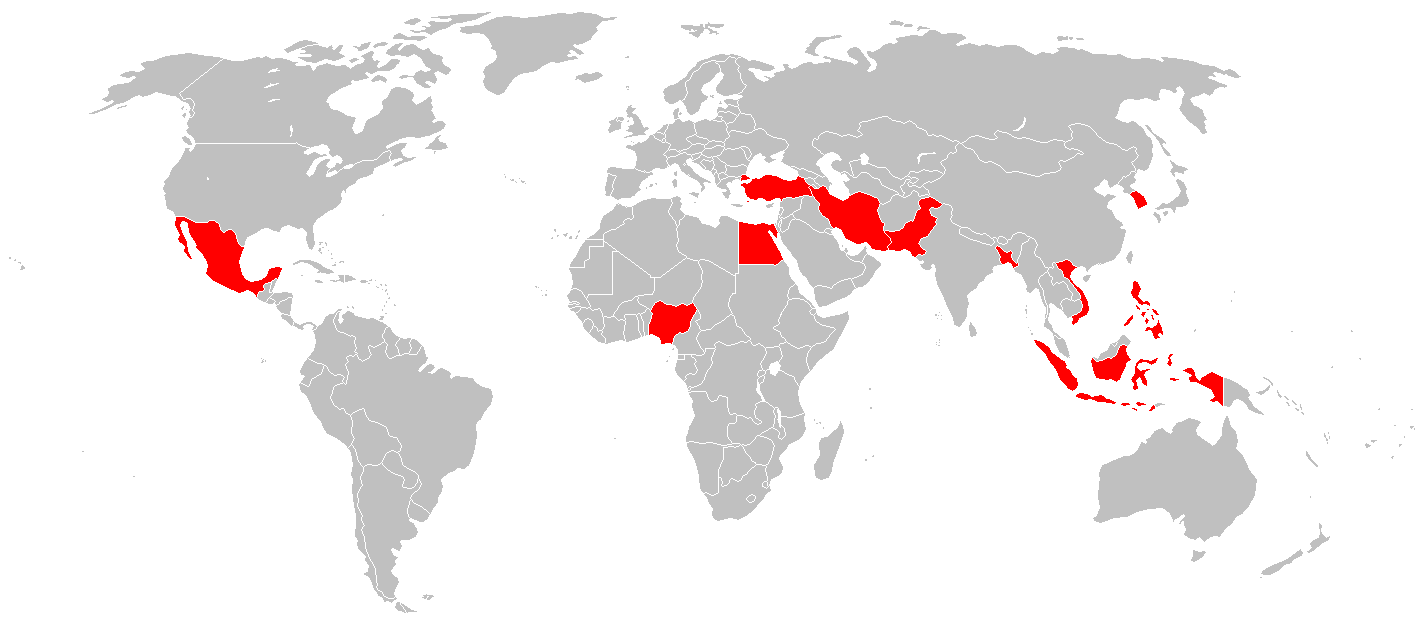
未來11的分布

未來11（NEXT Eleven，或简称：N-11）是高盛銀行在2005年12月12日發布的報告中，提及有光明發展前景的11個國家。

## 未來11國
- 发达国家

- 新兴工业化国家
  -  墨西哥
  -  伊朗
  -  土耳其
  -  菲律賓
  -  印度尼西亞

- 发展中国家
  -  埃及
  -  奈及利亞
  -  巴基斯坦
  -  越南

## 外部連結
- Development Bank Research Bulletin article